# المنير (مجلة)
المنير مجلة إسلامية، كُتبت باللغة العربية الملايوية ، ونشرت في بادانج من عام 1911 حتى عام 1915. تم افتتاحها بمبادرة من الناقد عبد الله أحمد [الإنجليزية] في أوائل نيسان 1911، وتم إدراج المنير كأول وسيلة إعلام إسلامية في إندونيسيا. وكانت المجلة ترتبط في كثير من الأحيان بمجلة الإمام التي نشرت تحت إشراف الشيخ طاهر جلال الدين [الإنجليزية] في سنغافورة خلال الفترة 1906-1909. وإلى جانب عبد الله أحمد، تم تسجيل العديد من الشخصيات الدينية مثل عبد الكريم أمر الله [الإنجليزية]، ومحمد ذيب عمر، وسوتان محمد سالم في صفوف هيئة التحرير.
حملت المجلة الرسالة كوسيلة لحركة الشباب، ولعبت دورًا مهمًا في الموجة الثانية من الإصلاح الإسلامي في غرب سومطرة في أوائل القرن العشرين. وتتضمن المجلة بعض العناوين التي تشمل مقالات تتناول الشؤون الدينية الإسلامية، ومنتديات الأسئلة والأجوبة التي تهتم عمومًا بالفقه الإسلامي، وتطور النشاط الفكري الإسلامي في العالم، وسجلات تترجم عادة من المجلات الإسلامية في الشرق الأوسط. ومع ذلك، بسبب القيود المالية، توقفت المجلة عن النشر في عام 1915. ولكن سرعان ما تبع ميلاد المنير منشورات مماثل من الحركات الإسلامية المختلفة في جميع أنحاء الأرخبيل.

## التاريخ
وفي عام 1906م بدأت مجلة الإمام بالصدور في سنغافورة تحت إشراف الشيخ طاهر جلال الدين. كانت هذه المجلة على صلة تاريخية وثيقة بمجلة العروة الوثقى، وهي مجلة أصدرها الإصلاحيان الإسلاميان البارزان جمال الدين الأفغاني ومحمد عبده في باريس بفرنسا. انتشرت المجلة على نطاق واسع في شبه جزيرة الملايو وجزيرة سومطرة. كانت منطقة مينانجكاباو [الإنجليزية] في غرب سومطرة واحدة من المناطق التي شهدت أقوى تأثير للنشر.
وبعد توقف صدور مجلة الإمام في عام 1909م، التقى عبد الله أحمد، وفد المينانجكاباو من مجلة الإمام، على الفور بزعيم المجلة في سنغافورة. وفي زيارته، أعرب أحمد عن نيته في إصدار مجلة تحمل نفس الرؤية والرسالة الدعوية. وبعد عودته من زيارة إلى سنغافورة، وبدعم من التجار المحليين، بدأ أحمد في المبادرة إلى نشر مجلة المنير في بادانج.
انضمت جمعية مؤسسي المنير إلى جمعية العلوم، وهي مجلس يتكون من العلماء، والذي أصبح أيضًا هيئة النشر والإدارة للمنير. تتكون أعضاؤها من علماء من جماعة الإصلاح الإسلامي في مينانغكاباو أو الذين يطلق عليهم غالبًا اسم كاوم مودا (الشباب). ورغم أن أحمد كان مديرًا، إلا أنه لم يكن من اللجنة اليومية، بل كانت مرح محمد هي من تقوم بخدمته. وكان في صفوف هيئة التحرير التي يرأسها سوطان جمال الدين أبو بكر عدد من الشخصيات الإسلامية البارزة منهم عبد الكريم أمر الله (والد حمكا)، ومحمد طيب عمر، وسوطان محمد سليم (والد أجوس سليم). ومن بين الكتاب الآخرين غير المدرجين في الهيكل الحاكم: إبراهيم موسى بارابيك، وعباس عبد الله، وزين الدين لاباي اليونسي، ومحمد جميل جمبك [الإنجليزية].

## الإصدار
وقد أعلنت مجلة المنير عن هدفها عندما نُشرت لأول مرة في أوائل نيسان 1911. وفقًا لما ذكره مسعود عابدين في موسوعة مينانجكاباو ، فإن اسم المنير يعني الشعلة، والتي بدورها تشير إلى نور التنوير. صدرت المجلة كل يوم سبت، في بداية ومنتصف الشهر في التقويم الإسلامي. كانت أغلب الطبعات تتكون من 16 صفحة، وكان النقش يستخدم الأبجدية الجاوية، حيث كان بعض شعب مينانج في أوائل القرن العشرين لا يزالون يتقنون الكتابة وقراءة النص العربي الملايوي. ومع ذلك، فإن التهجئة المستخدمة في المجلة كانت تتبع معايير التهجئة المستخدمة في المدارس الحكومية الاستعمارية.
لتوزيع المجلات وجمع الاشتراكات، كان لدى المنير 31 وكيلًا في مناطق مختلفة منتشرة في سومطرة، وجاوة ، وشبه جزيرة الملايو. ومن العوامل التي أدت إلى انتشار هذه المجلة على نطاق واسع هو استفادتها من شبكة مجلة الإمام المنتشرة في أرجاء الأرخبيل. وفي وقت لاحق، توسعت المجلة في قاعدة متابعيها إلى سولاويزي وكاليمانتان.
وكان للمنير بعض التشابه مع الإمام من حيث المحتوى. وقد أعيد تمثيل العديد من القضايا التي وردت في الإمام في المنير. يمكن تقسيم محتويات مجلة المنير بشكل عام إلى أقسام: الافتتاحيات، والرسائل، والأسئلة والأجوبة، والأخبار المحلية/الأجنبية. بالإضافة إلى ذلك كان هناك أيضًا قسم للترجمة من المجلات الشرق أوسطية مثل المنار والأهرام. وكانت المقالات المكتوبة والأجوبة على رسائل القراء تتناول في أغلبها قضايا الفقه الإسلامي والعقيدة. بالإضافة إلى الدعوة إلى توافق الإسلام مع العلم الحديث والعقلانية، دعا المنير المسلمين بنشاط إلى العودة إلى التعاليم الإسلامية النقية من خلال إلغاء التقليد (التوافق مع السابقة القانونية) ومعارضة ممارسة البدعة المسكونية (الابتكار الديني) والخرافات (الخرافات) والطريقة.
وقد أبدى علماء الكاوم مودا من خلال المنير اجتهادهم في بعض المشاكل التي كان يحرمها علماء الأصول سابقًا، مثل جواز التصوير، أو عدم جواز لبس الربطات والقبعات.

## التوقف
توقفت مجلة المنير عن الصدور في 31 كانون الثاني 1915. وفي المقال المضمن في الطبعة النهائية، جاء أنه "لا يمكن الاستمرار في إصدار مجلة المنير، ولكن من المستحسن للقراء والمجتمع الإسلامي الاستمرار في زيادة معارفهم من خلال القراءة الدؤوبة". وكان سبب توقف المجلة هو نقص الأموال. وفي الإصدارات اللاحقة، نشرت المجلة مرارا وتكرارا إعلانات للوكلاء والقراء لإرسال اشتراكاتهم. علاوة على ذلك، فإن العلماء الذين أداروا المجلة لم تكن لديهم أي خبرة في مجال الأعمال على الإطلاق. وكان النشر في ذلك الوقت يقتصر على غرض الدعوة فقط، دون أن يصاحبه مهارات العمل والاحترافية.
بعد ثلاث سنوات من نهاية المنير، وبناءً على اقتراح عبد الكريم أمر الله، نشرت المنظمة الجماهيرية المتمركزة في غرب سومطرة مجلة باسم المنير المنار في بادانج بانجانج في عام 1918. وقد أشرف على تحرير المجلة العلامة المسلم زين الدين لاباي اليونسي، الذي كان من بين المساهمين في مجلة المنير . ومع ذلك، فإن المجلة لم تستمر سوى ست سنوات. توقف نشر المنير المنار بعد وفاة زين الدين لباي اليونسي سنة 1924.  ومع ذلك، غالبًا ما يُشار إلى مجلة المنير على أنها استمرار لمجلة المنير. على غرار مجلة المنير ، صدرت المجلة مرتين في الشهر، في بداية الشهر ومنتصفه.

## الاستقبال
ورغم أن توزيع مجلة المنير لم يتجاوز 2000 نسخة، إلا أنها كانت تقرأ على نطاق واسع في عدد من المناطق في سومطرة، وشبه جزيرة الملايو، وجاوة. وفي منطقة مينانغكاباو نفسها، أثارت المجلة ردود فعل مؤيدة ومعارضة.
وبعد مجلة المنير، ظهرت مجلات بنفس الروح في منطقة مينانغكاباو، مثل مجلة الأكبر ومقرها في المدرسة الأدبية. قامت شبكة ثوابب في سومطرة في مناطق مختلفة بنشر مجلات ذات أعداد محدودة، مثل البيان في بارابيك، والبصير في سونغايانغ، والاتفاق في مانينجاو، والإمام في بادانغ جابانغ. وعلى نحو مماثل، نشر رجال الدين المحافظون، الذين أُطلِق عليهم فيما بعد اسم "قوم توا" (كبار السن)، مجلات مضادة، مثل "صلاح الملايو" تحت قيادة الخطيب علي، و "الميزان" تحت قيادة عبد المجيد وحسن البصري.
في عام 1916، عمل عبد الله أحمد مع رئيس السركات الإسلامية تجوكروامينوتو [الإنجليزية] لتأسيس مجلة الإسلام في سورابايا. وقد سجلت المجلة بداية قبول الإسلام في نوسانتارا باستخدام النص اللاتيني.

## طالع أيضًا
- قائمة المجلات اللاهوتية [الإنجليزية]

## فهرس
- Abuddin Nata (2005). Tokoh-tokoh Pembaruan Pendidikan Islam di Indonesia. Raja Grafindo Persada. ISBN:979-3654-58-9.
- Ahmat Adam (1995). The Vernacular Press and the Emergence of Modern Indonesian Consciousness (1855-1913). ISBN:978-0-87727-716-3.
- Burhanuddin Daya (1990). Gerakan Pembaharuan Pemikiran Islam. Jakarta: Tiara Wacana.
- Cristian Dobin (1987). Islamic Revivalism in a Changing Peasant Economy. London: Curzon Press.
- Deliar Noer (1982). Gerakan Moderen Islam di Indonesia 1900–1942. Jakarta: LP3ES.
- Dewan Redaksi (2002). Ensiklopedia Islam, Jilid 4. Departemen Agama Indonesia. Jakarta: Ichtiar Baru van Hoeve. ISBN:979-8276-65-5.
- Gusti Asnan (2003). Kamus Sejarah Minangkabau. Pusat Pengkajian Islam dan Minangkabau. ISBN:979-97407-0-3.
- عبد الملك كريم أمر الله (1962). Ayahku. Jakarta: Uminda.
- Harun Nasution (1992). Ensiklopedi Islam Indonesia. Jakarta: Penerbit Djambatan. ISBN:979-428-134-4.
- Hendra Naldi (2008). “Booming” Surat Kabar di Sumatra's Westkust. Yogyakarta: Ombak.
- Luthfi Assyaukanie (2009). Islam and the Secular State in Indonesia. Institute of Southeast Asian Studies. ISBN:981-230-889-X.
- Mafri Amir (2000). Historiografi Pers Islam Indonesia. Jakarta: Quantum.
- محمود يونس (عالم دين) (1996). Sejarah Pendidikan Islam di Indonesia. Jakarta: Hidakarya Agung.
- Marthias Dusky Pandoe (2001). A Nan Takana. Yayasan Obor Indonesia. ISBN:978-979-709-002-9.
- Masoed Abidin (2005). Ensiklopedi Minangkabau. Pusat Pengkajian Islam dan Minangkabau. ISBN:979-3797-23-1.
- Merle Calvin Ricklefs (2001). A History of Modern Indonesia Since C. 1200. Stanford University Press.
- Mochtar Effendy (2001). Ensiklopedi Agama dan Filsafat. ج. 3. ISBN:979-587-151-X.
- M. Sanusi Latief (1989). Gerakan Kaum Tua di Minangkabau. Jakarta: IAIN Syarif Hidayatullah.
- Rusydi Hamka (1986). Etos Iman, Ilmu, dan Amal dalam Gerakan Islam. Pustaka Panjimas.
- Syamsuri Ali (1997). Al-Munir dan Wacana Pembaharuan Pemikiran Islam 1911–1915. Padang: IAIN Imam Bonjol.
- Yudi Latif (2005). Inteligensia Muslim dan Kuasa. Mizan Pustaka. ISBN:979-433-400-6.
- Yusuf Abdullah Puar (1989). Perjuangan dan Pengabdian Muhammadiyah. Pustaka Antara. ISBN:979-801-300-X.